# Comtat de Túsculum
El comtat de Túsculum fou una jurisdicció senyorial del centre d'Itàlia, amb capital a la ciutat de Túsculum. Fou dominat per la família dels Teofilactes, més tard coneguts com a Colonna, que van adoptar el títol comtal a la segona meitat del segle x, i que per sis cops van assolir el tron pontifici.
L'origen de la família és Teofilacte I. Alberic I probablement mai no va existir (Alberic II portava aquest nom perquè era fill d'Alberic I de Spoleto i Camerino). Teofilacte només va tenir tres filles i el va succeir el seu net Alberic II, però per uns anys el poder efectiu va estar en mans de la mare Mariozza, fins que Alberic es va revoltar el 932 i va assolir el govern empresonant a la seva mare. A la seva mort els Crescenzi van prendre el poder a Roma i a Túsculum i altres possessions el va succeir el seu fill Gregori I de Túsculum, que va prendre el poder a Roma el 1001 però el va perdre el 1002, i va morir abans del 1012. El 1015 el seu fill Romà de Túsculum havia assolit el poder a Roma i el 1024 fou Papa (Joan XIX) i va reunir els dos poders (1024), però el comtat havia passat a son germà Alberic III de Túsculum que també fou senador de Roma.
Alberic III va morir el 1044 i el va succeir el seu fill Gregori II de Túsculum. Aquest va morir el 1058 i el va succeir el seu fill Gregori III de Túsculum que va morir, probablement molt vell, el 1126, havent mort abans (vers el 1077) el seu fill Tolomeu I, per la qual cosa la successió va recaure en el net (fill de Tolomeu I), Tolomeu II de Túsculum, que fou prefecte de Roma el 1116 i va morir el 1153. El van succeir els seus fills Raino (Rayno), al qual el seu pare havia donat com a ostatge el 1137, i del qual no se sap res; Jordà (Giordano) que governà fins a la seva mort el 1167; i Jonatan de Túsculum (Gionata) que va jurar fidelitat al Papa el 9 de juliol de 1155, i va morir vers el 1170; el següent comte fou Joan de Túsculum, fill de Jordà, sota el govern del qual Túsculum fou destruïda. Al segle xii els teofilactes van entrar amb guerra amb el Papa, i les forces pontifícies van acabar ocupant i destruint Túsculum el 1191 amb el consentiment de l'emperador.

## Comtes de Túsculum
- 910-924: Teofilacte I
- 924-932: Mariozza (de fet)
- 924-954: Alberic II de Túsculum
- 954-1012?: Gregori I de Túsculum
- 1012?-1044: Alberic III de Túsculum
- 1044-1058: Gregori II de Túsculum
- 1058-1126: Gregori III de Túsculum
- 1126-1153: Ptolemeu II de Túsculum
- 1153-?: Raino de Túsculum (co-comte)
- 1153-1167: Jordà de Túsculum (co-comte)
- 1153-1170: Jonatan de Túsculum (co-comte)
- 1170-1191: Joan de Túsculum
- al Papa 1191

## Papes de la família dels comtes de Túsculum
- Sergi (Papa Sergi III 904-911), cosí de Teofilacte I
- Joan (Papa Joan XI 931-935), fill de Mariozza i el Papa Sergi III
- Octavià (Papa Joan XII 955-964), fill d'Alberic II i germà de Gregori I
- Teofilacte II (Papa Benet VIII 1012-1024), fill de Gregori I i germà d'Alberic III i del Papa Joan XIX
- Romà (Papa Joan XIX 1024-1032), fill de Gregori I i germà d'Alberic III i del Papa Benet VIII
- Teofilacte III (Papa Benet IX 1033-1046), fill d'Alberic III i germà de Gregori II

## Recorregut històric dels comtes
Els comtes de Túsculum van ser els nobles seculars més poderosos en el Laci, prop de Roma, en l'actual Itàlia, entre el segle x i segle xii. Diversos papes i un antipapa al segle xi procedien de les seves files. Ells van crear i perfeccionar la fórmula política de la noblesa-papat, on el Papa estava disposat a ser elegit només de les files dels nobles romans. La pornocràcia, el període d'influència de poderosos membres femenins de la família també va influir en la història papal.
Els comtes de Túsculum van romandre àrbitres de la política romana i la religió de més d'un segle. A més de la influència del Papa, van desplegar representants laics a través dels consolats i el Senat. Tradicionalment eren pro-romans d'Orient i antialemanys en la seva afiliació política.
Després de 1049, el papat tusculà va arribar a la seva fi amb el nomenament del Papa Lleó IX. De fet, el papat tusculà va ser en gran part responsable de la reacció coneguda com la reforma gregoriana. Els esdeveniments posteriors (des de 1062 en endavant), van confirmar un canvi en la política regional com els comptes fent costat amb els emperadors del Sacre Imperi Romanogermànic contra la Roma dels reformadors. En 1059 el decret papal (reforma electoral) del Papa Nicolau II va establir noves regles per a l'elecció papal, per tant posar fi a la fórmula noblesa-papat.